# Pirita (folyó)
A Pirita (észtül: Pirita jõgi) Észtország északi részén található folyó. Järva megyében ered és Tallinn Pirita városrészénél ömlik a Tallinni-öbölbe. Hossza 105 km, vízgyűjtő területe 799 km², éves átlagos vízhozama 7–8 m³/s (Nehatunál 7,3 m³/s, Vaskjalánál 6,1 m³/s). A forrásszint 76 m, a torkolat a tengerszinten (0 m-en) található, átlagos esése 0,72 m/km.
Bal oldali mellékfolyói a Kuivajõgi és a Tuhala-folyó, jobb oldali mellékfolyója a Leivajõgi. A folyó felső folyása szerepet játszik Tallinn vízellátásában. A folyón két nagyobb víztározó található. A Pankülai-víztározót 1960-ban, míg a Vaskjalai-víztározót 1971-ben hozták létre. A folyón Kosénál is duzzasztógát található, amely előtt a folyó kiszélesedik. A Pirita-folyót az Ülemiste–Vaskjala-csatorna csatorna köti össze a Tallinnban található Ülemiste-tóval. A Pirita-folyó csatornarendszeren keresztül összeköttetésben áll a Jagala-, Soodla- és a Pärnu-folyóval. A piritai Kolostorerdőben (Kloostrimets), valamint Nehatu és Paunküla falvakban a folyón hidrometeorológiai mérőállomás működik.
A folyó torkolatában tartották az 1980-as moszkvai olimpia vitorlás versenyszámait. A torkolat közelében, a folyó mentén találhatók a Szent Brigitta-kolostor romjai, valamint a Tallinni Olimpiai Központ. Az egykori vitorláspálya napjainkban jachtkikötő.
A folyóban 29 halfaj jelenléte ismert.